# Tugimaantee 88
De Tugimaantee 88 is een secundaire weg in Estland. De weg loopt van Rakvere naar Rannapungerja en is	70,8 kilometer lang. 